# ディスクユーティリティ
ディスクユーティリティ（英: Disk Utility）は、コンピュータにおいて以下の2つの意味がある。
1. 磁気ディスク装置（ハードディスクドライブ）に関するユーティリティソフトウェアの総称。
2. 上記1の機能を持つmacOS標準のApple製ソフトウェアの名称。以下、本項ではこちらを解説する。

## 概要
ディスクユーティリティ (Disk Utility.app) は macOSに標準で付属するユーティリティソフトウェアのひとつで、Macがマウントしているディスクの管理及び検証・修復が行える。従来のMac OSに提供されていたユーティリティ「Disk First Aid (en:Disk First Aid)」と「ドライブ設定 (en:Drive Setup)」を統合したアプリケーション。ハードディスクドライブに聴診器が当てられている画像がアイコンに採用されている。
macOS独自のディスク管理用コマンドであるdiskutilやhdiutil, asrなどのラッパーであり、ディスクのフォーマットやコピー、ディスクイメージの作成、CD書き込みなど記憶装置に関するタスクを行うことが可能。また、Mac OS X v10.5以降に付属するディスクユーティリティでは、GUIDパーティションテーブルのハードディスクドライブについて、内容を消去する事なくパーティションを分割する事ができるようになった。
ディスクユーティリティは、macOSのユーティリティフォルダに格納されている他、Install DVD（Mac OS X v10.6まで）又はRecovery HD（Mac OS X Lion以降）から起動させることもできる。

## 主な機能
バージョン12.1.1における主な機能は以下のとおり。
First Aid
- ディスクの検証と修復[3]。
- ディスクのアクセス権の検証と修復。

パーティション
- ディスクのパーティションの設定。

ディスクの消去・複製・復元
- ディスク又はボリュームの消去が可能。最大で、アメリカ国防総省の（DoD）5220-22-M規格に準拠するゼロデータの7回書き込みができる。
- ディスク（ディスクイメージを含む）又はボリュームを丸ごとコピーし、指定先のディスク又はボリュームに復元できる（バックアップコピー）。

RAID・NFSの設定
- 内蔵のディスクと外付けのディスクで、RAIDセット（ストライピング・ミラーリング・スパニング及びその組み合わせ）を作成。
- NFSのマウント、及びNFSサーバで共有されるフォルダの自動マウント。

ディスクイメージの作成
- 記憶媒体のディスクイメージ（拡張子.img、.dmg）を作成する。イメージ作成時には、フォーマットや暗号化（AES）などのオプションが設定可能。

その他
- ディスクのマウントと取り出し。
- ボリューム情報の表示。